# (33841) 2000 GB75
2000 GB75 (asteroide 33841) é um asteroide da cintura principal. Possui uma excentricidade de 0.30880790 e uma inclinação de 4.62297º.
Este asteroide foi descoberto no dia 5 de abril de 2000 por LINEAR em Socorro.